# H. Hagerups Forlag
H. Hagerups Forlag A/S var et dansk forlag, sortimentsboghandel og antikvariat.

## Historie
Det blev stiftet den 22. juni 1852 af Hans Hagerup (1823-1883) og blev efter dennes død overtaget af sønnen Eiler Hagerup (1854-1928). I 1899 købte H. Hagerups Forlag Det Hempelske Forlag i Odense og i 1920 I.L. Lybeckers Forlag. Firmaet blev i 1920 omdannet til et aktieselskab, og samtidig optoges Eiler H. Hagerups søn, Paul H. Hagerup (1889-1971), i direktionen, som også bestod af J.L. Lybecker og Anton Christensen (1866-1935). I 1949 indtrådte Harry Lanthau i direktionen.
I 1910 flyttede forlaget til den nyerhvervede ejendom i Fiolstræde 10. I 1937 flyttede også bogladen til de moderniserede lokaler i forlagets ejendom og samtidig oprettedes H. Hagerups Antikvariat. I 1938 overtog firmaet Vilhelm Trydes Boghandel. I 1954 ophørte forlaget som selvstændig virksomhed og indgik som bifirma i forlagsgruppen Aschehoug Dansk Forlag. Den smukt og kostbart indrettede boglade, der blev bombet af Schalburgkorpset 1944, var frasolgt i 1951.

## Udgivelsesprofil
Forlaget markerede sig især ved litteratur af folkelig-national karakter, ved skole- og børnebøger samt ved Hagerups Konversationsleksikon, der kom i fire udgaver 1892-1953.
Forlagets udgivelsespolitik ændredes efterhånden mere og mere i modernistisk retning, med vægten lagt på kulturlitteratur og oversættelser af udenlandske, ikke mindst franske forfattere. Udgivelsen 1934 af en dansk udgave af Adolf Hitlers Mein Kampf var kontroversiel, men skete ikke af sympati for nazismen.
Bestyrelsen bestod i 1950 af forlagsboghandler Paul H. Hagerup; kommitteret Verner Hagerup og landsretssagfører Mogens Müllertz (1891-1974).